# Agapetes rubrobracteata
Agapetes rubrobracteata là một loài thực vật có hoa trong họ Thạch nam. Loài này được R.C.Fang & S.H.Huang mô tả khoa học đầu tiên năm 1983.